# Circuit d'Okayama
El Circuit de TI (també: Okayama International Circuit) és un circuit privat d'automobilisme situat en la ciutat de Mimasaka, Prefectura d'Okayama, Japó.
TI és l'acrònim de "Tanaka International", el holding propietari del circuit.

## Història
El traçat va ser construït l'any 1992 com un traçat privat per curses de gent adinerada. Va tenir diversos consultors britànics, entre els quals hi havia Hobbs i Attwood).
A les temporades 1994 i 1995 el circuit va allotjar les proves corresponents al Gran Premi del Pacífic de Fórmula 1, amb la victòria de Michael Schumacher les dues vegades.
Degut a la seva localització en una remota zona del Japó no va tenir continuïtat al món de la F1.
Al març del 2003, Tanaka International Company va vendre el circuit a Unimat, i el traçat va ser rebatejat com a Okayama International Circuit l'1 de maig del 2004.
L'any 2008 en el circuit es disputarà una cursa del campionat del món de turismes.

## A la F1
| Any  | Data         | Pilot              | Equip              | Resultats |
| ---- | ------------ | ------------------ | ------------------ | --------- |
| 1995 | 22 d'octubre | Michael Schumacher | Benetton - Renault | Resultats |
| 1994 | 17 d'abril   | Michael Schumacher | Benetton - Ford    | Resultats |